# Zatoka Ukińska
Zatoka Ukińska (ros. Укинская губа) – zatoka Morza Beringa, w azjatyckiej części Rosji; drugorzędna zatoka Zatoki Karagińskiej.
Leży w południowej części Zatoki Karagińskiej, pomiędzy Kamczatką a Półwyspem Jeziornym; długość 30 km, szerokość około 40 km. W zimie pokryta lodem.